# پلانتا (استان اشوی‌داشکسیه)
پلانتا (به لهستانی: Planta) یک منطقهٔ مسکونی در لهستان است که در گمینا ایوانگسکا واقع شده‌است.